# Supernatural (11.ª temporada)
A décima primeira temporada de Supernatural, uma série de televisão americana de fantasia e terror criada por Eric Kripke, foi encomendada pela The CW em 21 de janeiro de 2015, estreou no dia 07 de outubro de 2015 e terminou em 25 de maio de 2016, contando com 23 episódios. A temporada foi produzida pela Warner Bros. Television e Wonderland Sound and Vision, com Jeremy Carver como showrunner, sendo essa a quarta e última temporada no comando dele. A temporada foi ao ar na temporada de transmissão de 2015-16 às noites de quarta-feira às 21h00, horário do leste dos EUA.
A décima primeira temporada estrela Jared Padalecki como Sam Winchester, Jensen Ackles como Dean Winchester, Misha Collins como Castiel e Mark A. Sheppard como Crowley.
A temporada terminou com uma média de 2.28 milhões de espectadores e ficou classificada em 158.º lugar na audiência total e classificada em 121.º no grupo demográfico de 18 a 49 anos.

## Enredo
Sam e Dean lidam com a libertação de Amara/A Escuridão, após o feitiço de Rowena remover a Marca de Cain do braço de Dean. Enquanto Crowley está cuidando de Amara, alimentando-a com almas, os irmãos estão, ao lado de Castiel, tentando encontrar uma maneira de matá-la. Para saber mais sobre Amara, Castiel pede ajuda a Metatron, e ele diz que, para criar o mundo, Deus teve que sacrificar sua irmã, Amara. Para enfrentar a criatura mais perigosa que eles encontraram até agora, os irmãos pedem a ajuda de Lúcifer. Lúcifer afirma que ele é o único que pode derrotar Amara, mas para isso, ele precisa possuir o corpo de Sam. Quando Sam se recusa, Lúcifer tenta matar Dean, Sam e Castiel, mas o feitiço de Rowena parece tê-lo mandado embora. Mais tarde, é revelado que Castiel disse "sim" no último segundo, e que Lúcifer agora está possuindo seu corpo.
Quando as tentativas de matar a Escuridão não funcionam, Amara afirma que Deus deve aparecer para vê-la destruindo tudo que Ele criou e ama. Então, ela decide atrair Deus torturando um arcanjo, fazendo Lúcifer/Castiel gritar de agonia. Enquanto isso, Chuck retorna e se revela a Metatron, dizendo que ele é Deus. Então, ele se revela aos Winchesters e todos eles decidem selar Amara. Rowena, que lançou um feitiço que a tornou imortal, os ajuda com um feitiço, enquanto Crowley e Lúcifer usam os demônios e anjos em um ataque combinado contra Amara. Quando Chuck tentou selar Amara, ela resistiu, parando os Winchesters, aparentemente matando Lúcifer e ferindo gravemente Chuck. Amara avisa que Chuck não está morto ainda porque ele vai vê-la destruir tudo que já foi criado.

## Elenco e personagens
| - Jared Padalecki como Sam Winchester - Jensen Ackles como Dean Winchester - Misha Collins como Castiel/Lúcifer - Mark A. Sheppard como Crowley | - Jim Beaver como Bobby Singer - Samantha Smith como Mary Winchester |

### Participações
- Emily Swallow como Amara/A Escuridão
  - Gracyn Shinyei como a jovem Amara
  - Yasmeene Lily-Elle Ball como a pré-adolescente Amara
  - Samantha Isler como adolescente Amara
- Ruth Connell como Rowena MacLeod
- Rob Benedict como Chuck Shurley/Deus
- Lisa Berry como Billie
- Curtis Armstrong como Metatron
- Mark Pellegrino como Lucifer
- Osric Chau como Kevin Tran
- Laci J. Mailey como Jenna Nickerson
- Shoshannah Stern como Eileen Leahy
- Matt Cohen como jovem John Winchester
- Nate Torrence como Sully
- Briana Buckmaster como Donna Hanscum
- Kim Rhodes como Jody Mills
- Kathryn Newton como Claire Novak
- Steven Williams como Rufus Turner
- Katherine Ramdeen como Alex Jones
- Dylan Everett como jovem Dean Winchester
- Mike "The Miz" Mizanin como Shawn Harley
- Colin Ford como jovem Sam Winchester
- Lee Majdoub como Hannah
- Elizabeth Blackmore como Lady Antonia "Toni" Bevell
- Brendan Taylor como Doug Stover
- Finn Wolfhard como Jordie Pinsky

Notas
1. ↑  Collins só é creditado nos episódios em que ele aparece.
2. ↑  Sheppard só é creditado nos episódios em que ele aparece.

## Episódios
| N.º na série | N.º na temp. | Título                               | Dirigido por          | Escrito por                        | Exibição original       | Cód. de produção | Audiência (milhões) |
| --- | ------------ | ------------------------------------ | --------------------- | ---------------------------------- | ----------------------- | ---------------- | ------------------- |
| 219 | 1            | "Out of the Darkness, Into the Fire" | Robert Singer         | Jeremy Carver                      | 7 de outubro de 2015    | 4X6252           | 1.94                |
| Sam e Dean encontram uma jovem assistente do xerife chamada Jenna, que afirma que as pessoas estão ficando raivosas e matando umas às outras. Um homem cuja esposa morreu tem um bebê recém-nascido com ele, mas ele está infectado. Ele insiste em dar o bebê para Jenna e os Winchesters, chamando-a de Amara antes de morrer. Dean é assombrado por uma visão da Escuridão dizendo a ele que ele a libertou e agora eles estão ligados para sempre se ajudarem. Dean quer matar os infectados e escapar com o bebê, mas Sam quer tentar curá-los. Sam atua como uma distração, permitindo que Dean e Jenna escapem, embora Sam seja infectado. Castiel luta para se controlar para não infligir mais violência devido ao feitiço do cão de ataque de Rowena, e é capturado por dois anjos quando implora por ajuda. Crowley se reagrupa depois de escapar por pouco do atentado de Castiel contra sua vida, ouvindo que A Escuridão disparou alarmes antigos tanto no Céu quanto no Inferno. Enquanto Jenna está trocando a fralda de Amara, ela vê a Marca de Caim em seu ombro esquerdo. |              |                                      |                       |                                    |                         |                  |                     |
| 220 | 2            | "Form and Void"                      | Phil Sgriccia         | Andrew Dabb                        | 14 de outubro de 2015   | 4X6253           | 1.85                |
| Dean leva Jenna para a casa de sua avó e sai para ajudar Sam. No entanto, Amara começa a levitar seus blocos de brinquedo e a avó religiosa de Jenna chama um exorcista enquanto Jenna liga para Dean. Dean chega para encontrar o "exorcista" Crowley, que explica que sente uma escuridão ancestral na criança. Ao mesmo tempo, Jenna visita Amara e, de repente, mata sua avó. Investigando o barulho, Dean encontra a Marca de Cain em Amara e lembrando-se dela na mulher de sua visão, percebe que Amara é a Escuridão. Confrontando Jenna, Crowley percebe que ela agora está sem alma, com Amara tendo consumido sua alma. Dean e Jenna lutam antes que Crowley a mate. Crowley revela que pretende usar Amara para seus próprios propósitos, mas Dean o incapacita apenas para descobrir que Amara, agora uma jovem garota, se foi. Crowley mais tarde se aproxima de Amara com pessoas para ela se alimentar. Ao mesmo tempo, dois anjos torturam Castiel antes que Hannah o salve. Quando ele pergunta sobre a localização dos Winchesters, Castiel percebe que foi um estratagema para obter informações dele. Os outros dois anjos tentam hackear sua mente, mas o feitiço de Rowena lhe dá a força para se libertar e lutar. Castiel mata os outros dois anjos, mas não antes que eles matem Hannah. Um Sam infectado trabalha para encontrar uma cura para o envenenamento da Escuridão, com pouca sorte. Ele encontra um Ceifeiro que o informa que ele e Dean serão jogados no vazio quando morrerem; que ele é "impuro no sentido bíblico". Como resultado, Sam pesquisa purificações na Bíblia e encontra uma referência ao óleo sagrado. Usando fogo sagrado, Sam é capaz de se curar e salvar as pessoas restantes na cidade. Voltando ao bunker, ele e Dean encontram Castiel implorando por ajuda. |              |                                      |                       |                                    |                         |                  |                     |
| 221 | 3            | "The Bad Seed"                       | Jensen Ackles         | Brad Buckner & Eugenie Ross-Leming | 21 de outubro de 2015   | 4X6251           | 1.59                |
| Sam e Dean procuram Rowena para curar Castiel, bem como começam a tentar encontrar Metatron antes que os outros anjos o façam, para obter informações sobre a Escuridão. Um demônio tenta matar Rowena enquanto ela tenta, sem sucesso, recrutar bruxas para seu Mega Coven, levando os Winchesters até ela. Embora eles tirem o Codex dela, ela escondeu O Livro dos Condenados. Castiel perde o controle quando o feitiço do cão de ataque se apodera dele. Enquanto procurava por Castiel, Rowena revela o acordo que Sam fez com ela para matar Crowley se ela removesse a Marca de Cain de Dean. Dean salva uma mulher de Castiel e é atacado pelo anjo. Rowena restaura Castiel ao normal e escapa. Um demônio e um anjo de baixo nível lamentam em um bar que os líderes do Céu e do Inferno não parecem estar fazendo nada sobre a Escuridão. Enquanto isso, Crowley está criando Amara e até mesmo ele está nervoso com o poder dela. Amara não parece interessada em um mundo de pura maldade, mas ela se alimenta de demônios o suficiente para se tornar uma adolescente e exige que Crowley traga mais para ela. |              |                                      |                       |                                    |                         |                  |                     |
| 222 | 4            | "Baby"                               | Thomas J. Wright      | Robbie Thompson                    | 28 de outubro de 2015   | 4X6254           | 2.04                |
| Visto inteiramente dentro e ao redor do Impala: Sam e Dean dirigem-se a um caso em que o assistente do xerife foi morto. Sam tem um sonho onde alguém ou algo aparece para ele como um John Winchester mais jovem, dizendo a ele que ele e Dean têm que parar a Escuridão e: "Deus ajuda aqueles que se ajudam." Sam acha que essa e sua outra visão de quando ele foi infectado significam que Deus os está ajudando, embora Dean esteja cético. Sam é atacado enquanto tenta falar com a esposa da vítima, enquanto Dean é atacado pelo substituto do xerife e descobre que atirar com prata e decapitar não o mata. Uma ligação de Castiel explica que é um Nachzehrer, um ghoul e uma criatura semelhante a um vampiro. A esposa acorda e foi transformada, sequestrando Dean no carro. Ela explica que matou o marido por não se juntar a eles e que o novo deputado é o alfa. O alfa é restaurado e explica que está com medo da Escuridão, então ele está construindo um exército. Ele vai transformar Sam, que está caindo em uma armadilha, e então eles vão comer Dean. Dean fica livre e enfia moedas de cobre na garganta do alfa e o decapita com a porta do Impala, matando-o e devolvendo suas vítimas aos humanos normais. Ambos Winchesters machucados concordam em parar A Escuridão depois que eles se curarem, partindo no Impala danificado. |              |                                      |                       |                                    |                         |                  |                     |
| 223 | 5            | "Thin Lizzie"                        | Rashaad Ernesto Green | Nancy Won                          | 4 de novembro de 2015   | 4X6255           | 1.64                |
| Um jovem casal é morto em um hotel que costumava ser a casa de Lizzie Borden. Sam e Dean rapidamente descobrem que todos os sinais paranormais no hotel são falsos para os turistas. No entanto, um dos proprietários do hotel é morto, junto com um homem a quilômetros de distância do hotel que é encontrado por Sidney, a babá de seu filho Jordie. A esposa Dawn tem uma reação sem emoção à morte do marido. Dean conhece Len, um fã de Lizzie Borden, que diz ter visto uma garota chamada Amara vagando do lado de fora do hotel algumas noites atrás e ele não se sentia normal desde que a conheceu. Dean percebe que Amara comeu a alma de Len. Suspeitando que Dawn também não tem alma, os Winchesters encontram ela e seu amante mortos em uma casa com Jordie amarrado. Sidney captura os Winchesters, explicando que ela também conheceu Amara, que disse que queria ajudar Sidney. Sidney se sente feliz desde que sua alma foi levada, Amara ajudando-a a não se importar com sua infância abusiva. Sidney matou seus inimigos e os pais de Jordie por serem abusivos e planeja oferecer os Winchesters a Amara como um presente. Len salva os Winchesters matando Sidney. Len pode sentir que fica mais escuro quanto mais tempo fica sem alma, então, para se conter, ele se responsabiliza por todos os assassinatos. Os Winchesters mandam Jordie para uma tia e estão preocupados com Amara ficando mais forte. Amara os observa enquanto eles saem, prometendo ver Dean em breve. |              |                                      |                       |                                    |                         |                  |                     |
| 224 | 6            | "Our Little World"                   | John F. Showalter     | Robert Berens                      | 11 de novembro de 2015  | 4X6256           | 1.70                |
| Amara come a alma de uma adolescente chamada Goldie e envelhece ligeiramente novamente. Crowley justifica Amara por fugir para comer e tenta convencê-la de que ele pode ser um pai e professor para ela, enquanto mata suas vítimas sem alma para mantê-la em segredo. Dean e Sam ainda estão na área e são chamados assim que Len é morto na prisão. Goldie é presa e os Winchesters capturam o assassino destinado a ela. Depois de matá-lo, eles rastreiam Crowley e Amara até um asilo abandonado para matar Amara. Sam luta contra vários demônios, evitando matar a maioria deles para tentar salvar os hospedeiros humanos. Ele também tem outra visão. Crowley se prepara para matar Dean, mas Amara o impede, declarando que ela não precisa dele e tortura Crowley para deixar Dean ir. Amara sabe que Dean não vai matá-la por causa de sua ligação e diz que ela logo será forte o suficiente para se vingar de Deus. Enquanto isso, Castiel vê Metatron na televisão e o rastreia, levando o placa dos demônios. Metatron está preso como um ser humano e filma tragédias para vender à mídia por dinheiro. Sentindo uma raiva dentro de Castiel, Metatron constantemente zomba dele, esperando ser morto, já que ele odeia ser humano. Castiel resiste a isso e faz com que Metatron revele que, para fazer o mundo, Deus teve que sacrificar sua irmã, A Escuridão. Castiel considera Metatron inofensivo e o deixa partir, para choque dos Winchesters. Dean mente e diz que Amara o dominou. Sam fica horrorizado ao perceber que suas visões são da jaula em que Miguel e Lúcifer estão presos. |              |                                      |                       |                                    |                         |                  |                     |
| 225 | 7            | "Plush"                              | Tim Andrew            | Eric Charmelo & Nicole Snyder      | 18 de novembro de 2015  | 4X6257           | 1.66                |
| Depois que um homem é assassinado por alguém com uma máscara de coelho que não sai, a xerife Donna Hanscum chama os Winchesters para pedir ajuda. Depois de saber que o assassino mudou repentinamente após colocar a máscara, eles passam a acreditar que é um objeto amaldiçoado. O assistente de Donna, Doug, é forçado a matar o jovem para salvar Donna, e ela e os Winchesters queimam a máscara e acreditam que tudo acabou. No entanto, uma jovem com uma roupa de mascote do bobo da corte ataca brutalmente o treinador de futebol local antes de ser parada pelo quarterback da escola. Após o quarterback dizer a eles que a sala esfriou de repente, os Winchesters percebem que estão lidando com um fantasma que está possuindo os vários trajes e aqueles que os usam. Usando sal, eles conseguem libertar a última vítima de possessão, que lhes conta que a fantasia havia sido doada recentemente para a escola. Os Winchesters e Donna descobrem que as fantasias pertenciam a um artista infantil chamado Chester Johnson e, após seu suicídio, sua irmã doou todas as suas fantasias. Percebendo que Chester é o fantasma, Donna e Doug recolhem todas as fantasias e as queimam enquanto Dean fala com a viúva da primeira vítima e descobre que Chester supostamente molestou os filhos das duas vítimas. Ao mesmo tempo, Sam é incapaz de impedir Chester de possuir outra vítima inocente e usá-lo para acabar com o treinador. A irmã de Chester, Rita, explica que depois de ser confrontada com as acusações de abuso sexual infantil, ela se preocupou com seu próprio filho e ajudou os dois homens a chegar até Chester para assustá-lo. Ao fazer isso, Chester foi morto acidentalmente e agora quer vingança. Possuindo o filho de Rita através da última fantasia, Chester ataca, mas Dean é capaz de remover a fantasia e Sam a queima, destruindo Chester. Ao mesmo tempo, Sam ora a Deus por orientação sobre suas visões e explica a Dean que ele acha que elas significam que ele tem que voltar para a jaula de Lúcifer e que a resposta para a Escuridão pode estar lá.                                                                                          |              |                                      |                       |                                    |                         |                  |                     |
| 226 | 8            | "Just My Imagination"                | Richard Speight Jr.   | Jenny Klein                        | 2 de dezembro de 2015   | 4X6258           | 2.00                |
| O amigo imaginário de uma menina, Sparkle, o homem-unicórnio, é morto. Sam fica chocado ao acordar e ver que seu amigo imaginário de infância Sully é real. Sully explica que ele e Sparkle são Zână que aparecem para crianças solitárias para animá-las. Sully acompanhava Sam quando ele não tinha permissão para caçar com John e Dean. Sully pensou que Sam queria ser algo diferente de um caçador e o encorajou a fugir. No entanto, John mudou de ideia e permitiu que Sam se juntasse a eles, então Sam rejeita Sully como falso e Sully sai magoado. Sully permite que Sam e Dean vejam sua espécie para ajudar a capturar o assassino, mas uma amiga imaginária sereia também é morta. Um terceiro é esfaqueado, mas sobrevive e entra em contato com Sully para obter ajuda. Enquanto Dean rastreia o assassino, Sam pede desculpas a Sully e explica seu medo de voltar para a jaula de Lúcifer. Sully o perdoa e diz que até os heróis podem ficar com medo, mas eles são os únicos corajosos o suficiente para fazer o que precisa ser feito. O assassino captura Dean e é revelado ser uma jovem chamada Reese. Reese e sua irmã gêmea Audrey foram as próximos crianças de Sully depois de Sam, mas Audrey foi morta por um carro enquanto brincava de pega-pega na rua com Sully. Reese leu o folclore e pagou a uma bruxa pela capacidade de ver Zână e uma lâmina que pode matar a espécie de Sully como vingança. Sully se oferece para morrer se for isso que Reese precisa, embora os irmãos a convencam de não matá-lo. Sully concorda em verificar Reese e deseja sorte a Sam. Sam admite para Dean que acha que tem que ir para a jaula. Dean diz que deve haver outro caminho, mas não tem ideia do que possa ser. |              |                                      |                       |                                    |                         |                  |                     |
| 227 | 9            | "O Brother Where Art Thou?"          | Robert Singer         | Eugenie Ross-Leming & Brad Buckner | 9 de dezembro de 2015   | 4X6259           | 1.90                |
| Uma Amara totalmente crescida mata pregadores religiosos em um parque e uma igreja como tentativa de chamar a atenção de Deus, descartando a religião como manipulação. Sam finalmente convence Dean de que seguir as visões é sua única escolha, e eles abordam Crowley em busca de uma maneira de se comunicar com Lúcifer na jaula. Crowley captura Rowena para ler o Livro dos Condenados para este propósito e eles formam uma aliança tensa. Sozinho, Dean investiga as mortes da igreja e sente Amara. Ela o transporta para conversar, alegando que só quer ferir Deus, que supostamente a exilou, porque ela poderia ser melhor em fazer criações. Ela afirma que governaria o mundo para dar felicidade a todos como Dean sente por ela. Após a tentativa de Dean de esfaqueá-la falhar, Amara beija Dean dizendo que eles deveriam ficar juntos desde que ele a libertou. Um anjo de baixo nível reúne todos os anjos no céu contra Amara. Ele e outros dois vão prendê-la, dizendo que se ela resistir, o poder combinado de cada anjo irá matá-la. Amara mata os três anjos e envia Dean de volta para a segurança quando o céu se abre e a atinge. Os outros continuam com o plano e Rowena protege a jaula enquanto Sam fala com Lúcifer. Lúcifer diz que A Escuridão é igual a Deus em poder bruto e oferece ajuda se Sam concordar em ser sua casca novamente. Sam se recusa enquanto a proteção falha para o choque de Crowley, embora Rowena permaneça calma. Sam é puxado para a jaula, onde Lúcifer revela que o lançamento da Escuridão enfraqueceu a jaula, que foi ele quem enviou as visões de Sam e que Deus nunca estava ajudando Sam. |              |                                      |                       |                                    |                         |                  |                     |
| 228 | 10           | "The Devil in the Details"           | Thomas J. Wright      | Andrew Dabb                        | 20 de janeiro de 2016   | 4X6260           | 1.83                |
| Lúcifer se aproximou de Rowena em um sonho, prometendo sua recompensa se ela o ajudar a chegar até Sam. Dean procura por Sam, e Crowley o envia para Billie a ceifeira que Sam encontrou recentemente. Billie deixa Dean entrar no Inferno com uma "coleira de bruxa" que permite a Crowley controlar Rowena. Castiel e um anjo de baixo nível procuram ver se Amara sobreviveu, enquanto o anjo aponta que Castiel é mais dispensável do que os Winchesters. Amara sobreviveu e mata o anjo, então ela envia Castiel para Billie com uma ameaça esculpida em seu peito, embora o esforço necessário pareça enfraquecê-la. Enquanto isso, Lúcifer diz que Sam amoleceu. Da última vez que ele lutou, ele se sacrificou para salvar o mundo. Nos últimos anos, Sam e Dean só querem salvar um ao outro, independentemente do custo. Lúcifer diz que fazer um sacrifício e ser sua casca é a única maneira de parar a Escuridão, já que Deus se foi, Gabriel e Rafael estão mortos e Miguel supostamente enlouqueceu enquanto estava preso. Sam se recusa, não acreditando que é garantido que Lúcifer venceria Amara, e mesmo que fosse, ele destruiria o mundo sozinho. Lúcifer puxa Dean e Castiel para dentro da jaula e vence os três, embora o feitiço de Rowena pareça funcionar para mandá-lo embora. Os irmãos concordam em encontrar outra maneira de parar Amara enquanto Castiel fica para trás. Castiel, tendo dito sim no último segundo para ser a casca de Lúcifer, vai confrontar Crowley e Rowena. Lúcifer certifica-se de que Rowena é a única que poderia abrir a jaula novamente, então ele a mata e diz que quer falar com Crowley. |              |                                      |                       |                                    |                         |                  |                     |
| 229 | 11           | "Into the Mystic"                    | John Badham           | Robbie Thompson                    | 27 de janeiro de 2016   | 4X6261           | 1.88                |
| Trinta anos atrás, na Irlanda, um homem é morto após ouvir um barulho estranho e ser atacado. Sua esposa expulsa a criatura, mas também morre, deixando apenas seu bebê vivo. Atualmente, Sam e Dean investigam um caso em uma casa de repouso onde um dos residentes morreu de maneira semelhante. Um residente chamado Mildred vê a criatura cometer sua segunda morte do gerente do prédio. Os irmãos percebem que a criatura é um Banshee, levando suas vítimas à loucura com sua voz antes de se alimentar de seus cérebros. Sam é brevemente capturado por uma mulher surda que se faz passar por governanta chamada Marlene. Marlene era o bebê que foi criado por um caçador depois que seus pais morreram, seu nome verdadeiro é Eileen e seu avô era um Homem de Letras. Os gritos da banshee também destruíram sua audição. Posando como Castiel, Lúcifer procura no bunker uma maneira de matar Amara e Dean admite sua conexão com ela, mas pede para mantê-la em segredo de Sam. "Castiel" concorda dizendo que talvez eles possam usar isso para atrair Amara. Assumindo que Mildred é o próximo alvo, os Winchesters e Eileen a protegem, mas são pegos de surpresa quando o banshee tem como alvo Dean. Mildred e Eileen são capazes de matá-lo. Eileen continua caçando enquanto Mildred presume que Dean está atraído por alguém lá fora. Mais tarde, Sam admite como Lúcifer o provocou e se desculpa por não ter procurado por Dean enquanto ele estava no Purgatório. Dean o perdoou há muito tempo. Sam consegue descansar profundamente, mas Dean ainda está atormentado por seus pensamentos. |              |                                      |                       |                                    |                         |                  |                     |
| 230 | 12           | "Don't You Forget About Me"          | Stefan Pleszczynski   | Nancy Won                          | 3 de fevereiro de 2016  | 4X6262           | 1.87                |
| Sam e Dean são chamados por Claire Novak, agora morando com a xerife Jody Mills e Alex, dizendo que ela tem um caso. No entanto, Jody diz que Claire atacou pessoas inocentes em uma série de alarmes falsos e está ignorando a faculdade, dedicando tudo à caça. Enquanto isso, Alex está indo bem no colégio com um namorado atleta, Henry. Claire afirma que o desaparecimento de três pessoas locais deve ser um caso. Ambos os Winchesters a alertam sobre mergulhar muito rápido na caça e dizem que ela deveria ser mais grata por Jody. O professor favorito de Alex é morto e pendurado no mastro da bandeira. Percebendo que o caso é real, os Winchesters descobrem que o zelador da escola, Rich, é um vampiro que sequestra Jody e Claire. Henry também é um vampiro e leva Alex. Rich era um caminhoneiro que tentou ajudar Alex enquanto ela ainda era a isca para o ninho de vampiros, entretanto ele foi transformado e matou sua própria esposa. Rich rastreou Alex, mas vendo sua miséria, ele transformou Henry e o enviou para ser seu namorado para fazê-la feliz e depois matar sua nova família, Jody e Claire. Rich e Henry estavam se alimentando das pessoas desaparecidas, e Henry matou o professor como o primeiro passo para machucar Alex. Os Winchesters invadem e Claire distrai Rich, permitindo que Dean o decapite, enquanto Sam deixa Claire e Alex matarem Henry. As meninas mostram mais gratidão a Jody por protegê-las, enquanto Claire ainda quer ser uma caçadora e Alex quer se concentrar em seus estudos para uma vida normal. Os Winchesters as deixam como uma família recém-unida. |              |                                      |                       |                                    |                         |                  |                     |
| 231 | 13           | "Love Hurts"                         | Phil Sgriccia         | Eric Charmelo & Nicole Snyder      | 10 de fevereiro de 2016 | 4X6263           | 1.83                |
| Em Hudson, Ohio, uma babá chamada Stacey está tendo um caso com seu chefe casado, Dan. O coração de Stacey foi arrancado enquanto cuidava sozinha de seu bebê. Dan admite o caso para Dean e mostra a ele a filmagem da câmera que revela "Dan" matou Stacey. Os irmãos pensam que é um metamorfo, mas então "Stacey" mata Dan em seu escritório. A esposa de Dan, Melissa, sabia sobre o caso, mas queria resolver as coisas. Sua cabeleireira Sonya alegou ser uma bruxa branca e deu a Melissa um feitiço de amor para fazer Dan se apaixonar por ela novamente. O feitiço é na verdade uma maldição, transferida pelo beijo e está voltando para o lançador do feitiço, Melissa. "Dan" tenta matá-la, mas Dean a beija, fazendo com que o feitiço o acerte. Invadindo a barbearia de Sonya, os irmãos descobrem que o feitiço invoca um Qareen, que tem um coração separado de seu corpo e mata ao mesmo tempo que aparece como o maior desejo de sua vítima. Sam investiga as escadas e é capturado por Sonya enquanto Dean é atacado no porão por "Amara". Dean é capaz de lutar, já que o Qareen não é realmente ela. Sonya explica que usa a maldição para punir os homens traidores e as mulheres estúpidas que ainda os amam. Melissa distrai Sonya, permitindo que Sam a matasse e apunhalasse o coração do Qareen, destruindo-o. Dean admite para Sam que deseja Amara quando está perto dela e não acha que pode matá-la mesmo que queira. Sam promete que vai matar Amara por ambos. |              |                                      |                       |                                    |                         |                  |                     |
| 232 | 14           | "The Vessel"                         | John Badham           | Robert Berens                      | 17 de fevereiro de 2016 | 4X6264           | 1.98                |
| Na França ocupada em 1943, uma Mulher de Letras chamada Delphine Seydoux mata um general nazista e rouba um poderoso artefato dele. No presente, Sam descobre que o artefato é uma Mão de Deus e possivelmente tem o poder de destruir Amara. Sam e Dean pedem informações a Castiel, sem saber que ele está possuído por Lúcifer, que recuperou o controle do Inferno, mas não tem o poder de derrotar Amara. Enquanto o Bluefin, o submarino que carregava a Mão de Deus para a América, afundava, Dean faz Lúcifer transportá-lo ao passado antes do naufrágio, mas uma proteção especial mantém Lúcifer fora. Dean localiza Delphine e consegue convencê-la de sua missão, mas um contratorpedeiro alemão ataca o Bluefin, comandado pelo general alemão que é membro da Sociedade Thule. No presente, Sam encontra um feitiço que permitirá a "Castiel" remover a proteção e se oferece para usar sua alma para energizá-la. Lúcifer se revela e quase mata Sam, mas Castiel consegue recuperar o controle por tempo suficiente para detê-lo e informar Sam sobre a situação. Incapaz de derrotar os alemães, Delphine libera o poder da Mão de Deus, obliterando o Bluefin e sua tripulação enquanto Lúcifer retorna Dean ao presente. Lúcifer se revela a Dean e tenta usar a Mão de Deus, mas descobre que seu poder está esgotado. Como Lúcifer está distraído, Sam o bane com um sigilo de sangue. Dean promete capturar Lúcifer e libertar Castiel, que ele se recusa a acreditar que concordou voluntariamente com a posse. Sam informa que enquanto os destroços do Bluefin nunca foram recuperados, o destróier alemão foi encontrado, afundado pela Mão de Deus, deixando Dean contemplando os sacrifícios cometidos pelo Bluefin e sua tripulação. |              |                                      |                       |                                    |                         |                  |                     |
| 233 | 15           | "Beyond the Mat"                     | Jerry Wanek           | John Bring & Andrew Dabb           | 24 de fevereiro de 2016 | 4X6265           | 1.85                |
| Depois que um de seus lutadores favoritos aparentemente comete suicídio, Sam e Dean vão prestar suas homenagens apenas para um homem no show memorial ser assassinado com um símbolo estranho gravado em seu corpo. Os dois rapidamente descobrem que estão lidando com um demônio que está coletando almas, mas descobrem que nenhum dos lutadores está possuído. Um dos lutadores, Harley, é sequestrado por um de seus colegas lutadores, Gunner Lawless, que está trabalhando para um demônio da encruzilhada que está coletando almas para criar seu próprio "pecúlio" por causa da aparência da Escuridão e do retorno de Lúcifer. O demônio domina os Winchesters e ordena que Lawless mate Dean. Lawless explica que ele fez um acordo dez anos antes e o demônio prometeu poupar sua vida se ele obedecesse. Dean é capaz de convencer Lawless a ajudar e Lawless liberta Dean e mata o demônio. Dean está mais determinado do que nunca a parar Lúcifer e Amara e salvar Castiel. Ao mesmo tempo, Lúcifer procura outra Mão de Deus sem sorte. Crowley escapa com a ajuda de outro demônio e a leva até onde ele escondeu a Haste de Aaron. O demônio está trabalhando para Lúcifer, mas Crowley gasta o poder da Haste tentando matar Lúcifer e é forçado a fugir. |              |                                      |                       |                                    |                         |                  |                     |
| 234 | 16           | "Safe House"                         | Stefan Pleszczynski   | Robbie Thompson                    | 23 de março de 2016     | 4X6266           | 1.69                |
| Em Grand Rapids, Michigan, uma mãe está reformando sua casa quando o quarto de sua filha mostra sinais de um fantasma e a menina entra em coma com uma marca de mão em seu tornozelo, e a mesma coisa logo acontece com sua mãe. Sam e Dean investigam, descobrindo que Bobby e Rufus estiveram na mesma casa cerca de sete anos atrás para salvar mãe e filho. Contadas como histórias paralelas, Bobby e Rufus já queimaram os ossos de qualquer fantasma possível, mas isso não resolve o problema. Ambos os pares percebem que é um comedor de almas, um ser morto-vivo que leva as almas para um ninho que existe fora do espaço e do tempo, semelhante à casa que assombra, enquanto deixa os corpos humanos para morrer. Bobby e Rufus não sabem como matá-lo, então eles decidem por uma armadilha para lacrá-lo, que Bobby já havia usado em outra casa no Tennessee. Esse mesmo selo foi quebrado durante as reformas no início do caso Winchesters. Sam é capaz de usar as informações dos Homens de Letras para encontrar outro selo que irá matá-lo, mas alguém também deve colocá-lo no ninho. Dean e Bobby são levados para o ninho e logo possuídos pelo devorador de almas, atacando seu parceiro no mundo real. Sam e Rufus lutam contra eles, derrotando o devorador de almas e salvando mães e filhos. Devido à natureza do ninho, as almas de Bobby e Dean são capazes de se ver um pouco antes de acordarem. No passado, Bobby parte para seguir uma pista sobre Lilith, enquanto no presente os irmãos vão terminar o caso de Bobby no Tennessee. |              |                                      |                       |                                    |                         |                  |                     |
| 235 | 17           | "Red Meat"                           | Nina Lopez-Corrado    | Robert Berens & Andrew Dabb        | 30 de março de 2016     | 4X6267           | 1.45                |
| Sam e Dean investigam um caso de lobisomem que leva Sam a ser baleado enquanto resgata um jovem casal, Corbin e Michelle. Sem que ninguém saiba, Corbin foi mordido e está lentamente se transformando em um lobisomem. Como Dean se recusa a deixar Sam, Corbin sufoca Sam, aparentemente matando-o para forçar Dean a abandonar seu irmão. Dean consegue levar os dois para o hospital, onde comete suicídio com uma overdose de drogas na esperança de convencer um ceifeiro a trazer Sam de volta. Dean consegue atrair Billie, que se recusa a negociar e revela que Sam ainda está vivo. Antes que ela pudesse levá-lo para o Vazio, um médico é capaz de reanimar Dean com adrenalina. Ao mesmo tempo, Sam acorda e descobre que os lobisomens sobreviventes chegaram. Sam mata os lobisomens e chama Dean para avisá-lo sobre Corbin. Corbin mata um médico e um deputado antes que Dean o impeça de machucar Michelle. Corbin quase mata Dean, mas Sam chega a tempo de matar Corbin e salvar seu irmão. Os médicos são capazes de salvar Sam e determinar que quando Corbin tentou matar Sam, seu corpo entrou em choque e ele simplesmente apareceu morto. Michelle fica arrasada com a morte de Corbin enquanto Dean mente para Sam sobre o que ele fez enquanto pensava que seu irmão estava morto. |              |                                      |                       |                                    |                         |                  |                     |
| 236 | 18           | "Hell's Angel"                       | Phil Sgriccia         | Brad Buckner & Eugenie Ross-Leming | 6 de abril de 2016      | 4X6268           | 1.75                |
| Crowley garante o Chifre de Josué como a próxima Mão de Deus para matar Amara. Ele chama os Winchesters para discutir os termos. Ele quer Lúcifer selado de volta na jaula primeiro, enquanto Sam quer usar Lúcifer e o Chifre para matar Amara, e Dean quer que Castiel seja libertado primeiro. Enquanto isso, Lúcifer intimida os anjos do Céu a trabalharem com ele para impedir Amara. Amara está se recuperando do ataque do anjo com a ajuda de Rowena, que foi revivida por sua magia interior depois que Lúcifer quebrou seu pescoço. Amara envia um ataque vocal para o céu, assustando a todos; incluindo Rowena que se revela a Crowley e os irmãos para abrir a jaula novamente. Atraindo Lúcifer com o Chifre, os irmãos e Crowley tentam convencer Castiel a forçar Lúcifer a sair, mas Castiel se recusa e só quer esperar pela batalha com Amara. Lúcifer se liberta e ataca os Winchesters; Crowley usa a oportunidade para escapar. Amara chega e, depois que Lúcifer é incapaz de machucá-la com o Chifre, ela o captura e libera os Winchesters, enquanto Rowena escapa. Os Winchesters superam sua discordância sobre Castiel e tentam pensar de outra maneira, teorizando que, uma vez que Lúcifer havia caído, ele não poderia usar o poder total da Mão de Deus. Amara decide atrair Deus torturando um arcanjo, fazendo Lúcifer/Castiel gritar em agonia. |              |                                      |                       |                                    |                         |                  |                     |
| 237 | 19           | "The Chitters"                       | Eduardo Sánchez       | Nancy Won                          | 27 de abril de 2016     | 4X6269           | 1.67                |
| Em 1989, dois irmãos, Jessy e Matty, estão pescando na floresta quando Matty é sequestrado por alguém de olhos verdes. No presente, Sam e Dean são chamados quando a mesma coisa começa a acontecer na mesma cidade. Testemunhas relatam que uma das criaturas apareceu nua enquanto seu amigo parecia estar tremendo e zumbindo quando os viu. Conversando com um local, os Winchesters descobrem sobre a superstição "os Chitters", onde as pessoas fazem orgias na floresta e depois desaparecem. Dean é atacado na floresta, mas é salvo por dois caçadores, Cesar e uma Jessy adulta. Eles explicam que esses monstros, revelados como criaturas parecidas com cigarras chamadas Bisaan, reaparecem a cada 27 anos e usam corpos humanos para acasalar por alguns dias. Os hospedeiros morrem assim que os ovos são postos e a próxima geração choca no subsolo para repetir o processo. Enquanto Cesar e Dean procuram a toca na floresta, Sam e Jessy confrontam o xerife de 27 anos atrás. O xerife havia atacado a toca, mas viu que sua própria filha foi transformada e foi forçada a matá-la. Querendo esconder o que aconteceu, ele disse a Jessy que ele era apenas um garoto louco, o que o enfureceu. Dean e Cesar encontram a toca em uma mina e matam o Bisaan, no entanto, os hospedeiros atuais já estão mortos, então eles queimam os ovos. Depois de encontrar o corpo de Matty e dar a ele um funeral de caçador, Dean considera recrutar Jessy e Cesar para ajudar a lutar contra Amara. No entanto, ele recua quando os dois dizem que querem desistir de caçar e apenas viver felizes como um casal. Os Winchesters os deixaram ter paz. |              |                                      |                       |                                    |                         |                  |                     |
| 238 | 20           | "Don't Call Me Shurley"              | Robert Singer         | Robbie Thompson                    | 4 de maio de 2016       | 4X6270           | 1.54                |
| Um desabrigado Metatron vasculha o lixo em busca de comida antes de ser transportado para um bar onde conhece o autor Chuck Shurley. Inicialmente desdenhoso, Metatron fica surpreso quando Chuck revela que ele é Deus. Ele quer que Metatron o ajude a editar sua autobiografia e prefere ser conhecido como Chuck. Chuck revela que está viajando pelo mundo e só quer falar sobre as coisas que fez como humano. A crítica de Metatron aos escritos de Chuck leva-o a revelar que ele tem alguma simpatia por Lúcifer se tornar um vilão por causa da Marca de Caim e o fardo de conter Amara. Chuck gosta dos Winchesters e constantemente trazia Castiel de volta para eles, mas sua busca para destruir a Marca é o que libertou Amara, então ele parou de ajudá-los. Já que Deus é 'Ser' enquanto Amara é 'Nada', Chuck ficou sozinho e pensou que ao criar coisas ele poderia convencer Amara a ser melhor, mas ela simplesmente destruiu tudo. Depois de apenas trancá-la e ver todo o conflito que tanto humanos quanto anjos criam, Chuck foi embora, deixando-os resolver por si mesmos, e ele não vê sentido em lutar com Amara novamente. Metatron está enojado porque Chuck se tornou um covarde. Embora os humanos possam ter falhas, eles também criam beleza, arte e amor; eles são as maiores criações de Deus porque nunca desistem. Chuck fica furioso por um momento, mas volta a escrever. Enquanto isso, os Winchesters investigam um assassinato-suicídio e logo descobrem que é uma versão mais forte da névoa infecciosa produzida por Amara que está deixando os habitantes da cidade enlouquecidos. Sam fica infectado com a névoa, mas isso não afeta Dean, que se agarra a Sam e grita para Amara parar com isso. Chuck canta uma música no bar, enquanto Metatron, chocado, lê as páginas finais da autobiografia de Chuck. A névoa e as infecções desaparecem e todos os habitantes da cidade, incluindo aqueles que foram mortos, são restaurados à vida. Dean encontra seu velho amuleto brilhando no bolso de Sam, e eles o seguem até o meio da rua, onde ele leva os Winchesters até Chuck. Chuck cumprimenta os irmãos chocados e diz que eles deveriam conversar. |              |                                      |                       |                                    |                         |                  |                     |
| 239 | 21           | "All in the Family"                  | Thomas J. Wright      | Eugenie Ross-Leming & Brad Buckner | 11 de maio de 2016      | 4X6271           | 1.75                |
| Após os Winchesters expressarem dúvidas sobre ele, Chuck os transporta de volta para o Bunker, onde traz o espírito de Kevin Tran para atestar por ele. Chuck então envia Kevin para seu descanso final no céu. Chuck explica que já foi muito mais prático com o mundo, mas não parecia estar fazendo diferença, então ele deixou o mundo para encontrar seu próprio caminho, mas ele voltou para enfrentar Amara. Ao mesmo tempo, Amara continua a torturar Lúcifer, e ela contata Dean para enviar uma mensagem a Deus sobre o estado de Lúcifer. Enquanto isso está acontecendo, outra névoa de Amara apaga uma cidade inteira, mas resulta em um homem chamado Donatello sendo chamado de Profeta. Enquanto os Winchesters vão se encontrar com Donatello, Metatron entra em contato com eles e revela que Chuck pretende se sacrificar a Amara para impedir sua destruição do universo. Depois que Dean não consegue convencer Chuck a parar seu plano, os Winchesters se unem a Metatron e Donatello para resgatar Lúcifer. Para distrair Amara, Dean se encontra com ela, e Amara sugere que ele desista de sua humanidade e se torne parte dela. Eventualmente, Amara percebe que Dean a traiu e parte para impedir o resgate de Lúcifer. Donatello é capaz de levar Sam e Metatron até Lúcifer, que concorda em deixar de lado suas diferenças com Deus para lutar contra Amara. Metatron liberta Lúcifer e fica para trás para segurar Amara quando Lúcifer não consegue teletransportá-los para fora. Depois que o ataque de Metatron falha, Amara implode em nada. Amara quase mata Sam, Lúcifer e Donatello, mas Chuck os teletransporta de volta para o Bunker. Lá, Lúcifer e Chuck se cumprimentam pela primeira vez em milênios antes de Chuck curar os ferimentos de Lúcifer. Os Winchesters enviam Donatello em seu caminho, e Dean informa Sam sobre os planos de Amara para ele. |              |                                      |                       |                                    |                         |                  |                     |
| 240 | 22           | "We Happy Few"                       | John Badham           | Robert Berens                      | 18 de maio de 2016      | 4X6272           | 1.59                |
| Embora Lúcifer e Chuck estejam relutantes em trabalhar juntos, Chuck eventualmente admite que Lúcifer era seu favorito, que ele pensava que seria forte o suficiente para carregar a Marca de Caim. Quando isso foi provado errado, Chuck ficou com raiva de si mesmo, confessando que foi parte da razão pela qual ele baniu Lúcifer junto com a proteção da humanidade. Com Miguel sem condições de lutar e sem tempo suficiente para reviver Rafael e Gabriel, Lúcifer/Castiel e os Winchesters recrutam os anjos no Céu, as forças de Crowley e Rowena e algumas bruxas. Apesar de suas brigas, todos concordam em enfraquecer Amara e permitir que Chuck a prenda na Marca. Já que Chuck e Amara são essenciais para a realidade, Chuck não vai matá-la e quer selá-la dentro da Marca a ser carregada por Sam desta vez. Embora Dean proteste, ele finalmente concorda. Amara come a alma de Donatello e invade o bunker, mas segue de boa vontade a armadilha de Rowena para encontrar seu irmão. Amara mata as outras bruxas e se afasta tanto da destruição combinada dos anjos quanto de um ataque de Crowley e seus demônios. No entanto, os ataques combinados de todos a enfraquecem o suficiente para que ela seja preparada para ser banida por Chuck. Ela lamenta como realmente amava seu irmão e faz com que ele admita que parte da razão pela qual ele criou as coisas foi para governá-los, e que ele odiava como eles eram iguais. Ela resiste quando Chuck tenta selá-la em Sam, parando os Winchesters, aparentemente matando Lúcifer e ferindo gravemente Chuck. Amara avisa que Chuck não está morto ainda, porque ele vai vê-la destruir tudo que já foi criado. |              |                                      |                       |                                    |                         |                  |                     |
| 241 | 23           | "Alpha and Omega"                    | Phil Sgriccia         | Andrew Dabb                        | 25 de maio de 2016      | 4X6273           | 1.84                |
| Sam e Dean verificam Lúcifer e Chuck para descobrir que Lúcifer foi embora e Castiel voltou, e Chuck mortalmente ferido. Como resultado dos ferimentos de Chuck, o sol está morrendo e o mundo junto com ele. Percebendo que a única chance do mundo sobreviver é matar a Escuridão junto com Chuck, os Winchesters começam a reunir fantasmas para criar uma bomba para destruir a Escuridão. Com a ajuda de Billie, eles são capazes de obter as almas necessárias que são inseridas em Dean. Chuck envia Dean para Amara, que começou a se arrepender de suas ações, e Dean a convence de que a vingança não vale a pena. Amara e Chuck se reconciliam, e Amara cura Chuck do dano que ela fez a ele. Os dois então deixam a Terra, mas não antes de Amara dizer a Dean que ela vai dar a ele o que ele mais quer por ajudá-la, e Chuck remove as almas do corpo de Dean. No bunker, Castiel é banido por uma mulher que se identifica como Lady Antonia Bevell, do divisão londrina dos Homens de Letras. Antonia diz a Sam que os Homens de Letras a enviaram para trazer Sam para punição por suas ações, e ela atira sua arma aparentemente em Sam enquanto ele tenta acalmá-la. Caminhando pela floresta, Dean encontra sua mãe ressuscitada. |              |                                      |                       |                                    |                         |                  |                     |

## Produção
Supernatural foi renovado pela The CW para uma décima primeira temporada em 11 de janeiro de 2015. Jensen Ackles dirigiu o primeiro episódio produzido da temporada, intitulado "The Bad Seed", que foi o terceiro episódio exibido. Emily Swallow foi escalada para um papel recorrente em julho de 2015, interpretando Amara. A temporada traz um bottle episode, intitulado "Baby", em que todo o episódio se passa dentro do Impala. Richard Speight Jr., que tem um papel recorrente na série como o arcanjo Gabriel, dirigiu o oitavo episódio da temporada. Em maio de 2016, foi anunciado que Jeremy Carver deixaria a série e que Robert Singer e Andrew Dabb assumiriam o cargo de showrunner na décima segunda temporada.

## Recepção

### Resposta da crítica
O site agregador de críticas Rotten Tomatoes dá à 11ª temporada uma classificação de aprovação de 90% com base em 10 resenhas, com uma pontuação média de 7.46/10. O consenso diz, "Pode não reescrever o manual de Supernatural, mas ao introduzir uma nova ameaça cativante, esta temporada se torna mais uma aventura de alto risco para os Winchesters.."

### Audiência
| №  | Título                               | Exibição original       | Rating/share (18–49) | Audiência (em milhões) | DVR (18–49) | Audiência em DVR (milhões) | Total (18–49) | Audiência total (em milhões) |
| -- | ------------------------------------ | ----------------------- | -------------------- | ---------------------- | ----------- | -------------------------- | ------------- | ---------------------------- |
| 1  | "Out of the Darkness, Into the Fire" | 7 de outubro de 2015    | 0.9/3                | 1.94                   | 0.6         | 1.13                       | 1.5           | 3.07                         |
| 2  | "Form and Void"                      | 14 de outubro de 2015   | 0.8/3                | 1.85                   | N/A         | 0.94                       | N/A           | 2.80                         |
| 3  | "The Bad Seed"                       | 21 de outubro de 2015   | 0.6/2                | 1.59                   | 0.5         | 0.87                       | 1.1           | 2.46                         |
| 4  | "Baby"                               | 28 de outubro de 2015   | 0.8/2                | 2.04                   | N/A         | 0.99                       | N/A           | 3.12                         |
| 5  | "Thin Lizzie"                        | 4 de novembro de 2015   | 0.6/2                | 1.64                   | 0.5         | 1.01                       | 1.1           | 2.65                         |
| 6  | "Our Little World"                   | 11 de novembro de 2015  | 0.7/2                | 1.70                   | 0.6         | 1.06                       | 1.3           | 2.76                         |
| 7  | "Plush"                              | 18 de novembro de 2015  | 0.7/3                | 1.66                   | 0.5         | 1.02                       | 1.2           | 2.68                         |
| 8  | "Just My Imagination"                | 2 de dezembro de 2015   | 0.9/3                | 2.00                   | N/A         | 1.04                       | N/A           | 3.04                         |
| 9  | "O Brother Where Art Thou?"          | 9 de dezembro de 2015   | 0.7/2                | 1.90                   | 0.6         | 1.06                       | 1.3           | 2.96                         |
| 10 | "The Devil in the Details"           | 20 de janeiro de 2016   | 0.7/2                | 1.83                   | 0.5         | 1.02                       | 1.2           | 2.85                         |
| 11 | "Into the Mystic"                    | 27 de janeiro de 2016   | 0.7/2                | 1.88                   | 0.5         | 0.99                       | 1.2           | 2.88                         |
| 12 | "Don't You Forget About Me"          | 3 de fevereiro de 2016  | 0.7/2                | 1.87                   | 0.5         | 0.91                       | 1.2           | 2.77                         |
| 13 | "Love Hurts"                         | 10 de fevereiro de 2016 | 0.8/2                | 1.83                   | N/A         | 1.02                       | N/A           | 2.85                         |
| 14 | "The Vessel"                         | 17 de fevereiro de 2016 | 0.8/2                | 1.98                   | N/A         | 0.95                       | N/A           | 2.94                         |
| 15 | "Beyond the Mat"                     | 24 de fevereiro de 2016 | 0.7/2                | 1.85                   | 0.5         | 1.00                       | 1.2           | 2.85                         |
| 16 | "Safe House"                         | 23 de março de 2016     | 0.6/2                | 1.69                   | 0.6         | 1.10                       | 1.2           | 2.79                         |
| 17 | "Red Meat"                           | 30 de março de 2016     | 0.6/2                | 1.45                   | 0.5         | 1.05                       | 1.1           | 2.50                         |
| 18 | "Hell's Angel"                       | 6 de abril de 2016      | 0.7/3                | 1.75                   | 0.5         | 1.00                       | 1.2           | 2.75                         |
| 19 | "The Chitters"                       | 27 de abril de 2016     | 0.7/2                | 1.67                   | N/A         | 1.00                       | N/A           | 2.67                         |
| 20 | "Don't Call Me Shurley"              | 4 de maio de 2016       | 0.6/2                | 1.54                   | 0.6         | 1.23                       | 1.2           | 2.77                         |
| 21 | "All in the Family"                  | 11 de maio de 2016      | 0.7/2                | 1.75                   | N/A         | 0.89                       | N/A           | 2.65                         |
| 22 | "We Happy Few"                       | 18 de maio de 2016      | 0.6/2                | 1.59                   | 0.6         | 1.10                       | 1.2           | 2.72                         |
| 23 | "Alpha and Omega"                    | 25 de maio de 2016      | 0.7/3                | 1.84                   | 0.6         | 1.15                       | 1.3           | 2.99                         |

## Lançamento em DVD
| Supernatural: The Complete Eleventh Season |                       |                       | | | | | | |
| Capa do DVD                                | Capa do DVD           | Capa do DVD           | Detalhes do conjunto | Detalhes do conjunto | Detalhes do conjunto | Características especiais | Características especiais | Características especiais |
|                                            |                       |                       | - 23 episódios - 4 discos (Blu-ray); 6 discos (DVD) - Audio em Inglês (Dolby Digital 5.1 Surround), Português - Hard of Hearing Legendas: Inglês - Legendas: Inglês, Chinês, Coreano, Português, Espanhol, Francês, Tailandês | - 23 episódios - 4 discos (Blu-ray); 6 discos (DVD) - Audio em Inglês (Dolby Digital 5.1 Surround), Português - Hard of Hearing Legendas: Inglês - Legendas: Inglês, Chinês, Coreano, Português, Espanhol, Francês, Tailandês | - 23 episódios - 4 discos (Blu-ray); 6 discos (DVD) - Audio em Inglês (Dolby Digital 5.1 Surround), Português - Hard of Hearing Legendas: Inglês - Legendas: Inglês, Chinês, Coreano, Português, Espanhol, Francês, Tailandês | - On the Set with Supernatural: The Real Fan Contest - Jensen Ackles on Directing "The Bad Seed" - Digital Magic: Enhancing the sets with VFX - The Winchester Mythology: The Darkness - Supernatural: 2015 Comic-Con Panel - Comentários em áudio - Cenas deletadas - Erros de gravação | - On the Set with Supernatural: The Real Fan Contest - Jensen Ackles on Directing "The Bad Seed" - Digital Magic: Enhancing the sets with VFX - The Winchester Mythology: The Darkness - Supernatural: 2015 Comic-Con Panel - Comentários em áudio - Cenas deletadas - Erros de gravação | - On the Set with Supernatural: The Real Fan Contest - Jensen Ackles on Directing "The Bad Seed" - Digital Magic: Enhancing the sets with VFX - The Winchester Mythology: The Darkness - Supernatural: 2015 Comic-Con Panel - Comentários em áudio - Cenas deletadas - Erros de gravação |
| Datas de lançamento                        |                       |                       | | | | | | |
| Região 1                                   | Região 1              | Região 1              | Região 2 | Região 2 | Região 2 | Região 4 | Região 4 | Região 4 |
| 6 de setembro de 2016                      | 6 de setembro de 2016 | 6 de setembro de 2016 | 10 de outubro de 2016 | 10 de outubro de 2016 | 10 de outubro de 2016 | 7 de setembro de 2016 | 7 de setembro de 2016 | 7 de setembro de 2016 |